# 834年
| 千纪： | 1千纪                                                                                                |
| 世纪： | 8世纪 \| 9世纪 \| 10世纪                                                                             |
| 年代： | 800年代 \| 810年代 \| 820年代 \| 830年代 \| 840年代 \| 850年代 \| 860年代                            |
| 年份： | 829年 \| 830年 \| 831年 \| 832年 \| 833年 \| 834年 \| 835年 \| 836年 \| 837年 \| 838年 \| 839年      |
| 纪年： | 甲寅年（虎年）；唐大和八年；南诏保和十一年；吐蕃彝泰二十年；日本天長十一年，承和元年；渤海国咸和四年 |

## 大事记
- 盧龍兵變，逐節度使楊志誠，立兵馬使史元忠為節度使。唐朝流楊志誠於嶺南。
- 成德節度使王庭湊卒，子王元逵繼任。
- 當權的李訓、鄭注為了排擠李德裕，再次引薦李宗閔入相，之後，李德裕出為鎮海節度使。
- 漢堡被「北方使徒」圣安斯加尔主教選為主教座堂所在地。

## 出生
- 莫宣卿
- 平原长公主
- 趙國太玄夫人
- 谭全播
- 楊師立
- 楊筠松

## 逝世
- 南泉普願禪師
- 李紓 (唐朝皇子)，唐顺宗之子
- 李經，唐顺宗之子
- 王廷凑，唐朝节度使
- 王承元，唐朝节度使
- 张正甫 (唐朝)，唐朝官员
- 药山惟俨，唐朝僧人